# Nacuiro High School: Szeisun hakuso
A Nacuiro High School: Szeisun hakuso – Tenkó sonicsi no ore ga oszananadzsimi to szaikai sitara hódóbuin ni szareteite gekisa sónen no hibi va Scoop dairenpacu de igai to motemote na no ni nazeka My Memory va pancu-sasin bakkari to iu gendzsicu to mukiainagara kangaeru hitonacu no sima no gakuen szeikacu to szekirarana koi no jukue nyitott világú videójáték, melyet a Tamsoft fejlesztett és a D3 Publisher jelentetett meg Japánban 2015. június 4-én, PlayStation 3 és PlayStation 4 konzolokra. A játékot a D3 Publisher hivatalosan egy „nyitott világú középiskolás szerelmi kalandnak” írja le.

## Játékmenet
A játékos egy középiskolás fiút irányít a kitalált japán Jumegasima (夢ヶ島) szigetén. A szigeten több szereplő is van, akik a játékost feladatokkal bízzák meg; általában iskoláslányok bugyijairól készült képeket akarnak az újságírószakkörnek. Ha a játékos szereplőjét rajtakapják, hogy a lányokat fényképezi, akkor azt jelentik a rendőrségnek, majd őrizetbe veszik.

## Fejlesztés
A játékot a Súkan Famicú szaklap 2014. november 20-án megjelent lapszámában jelentették be. A D3 Publisher körülbelül egy héttel később további részleteket közölt a játék fő körvonalairól és négy főhősnőjéről. A Súkan Famicú 2014. december 4-i lapszámában három új női szereplőt mutattak be. A D3 Publsiher 2014. december 10-én feltöltötte a Nacuiro High School első előzetes videóját a hivatalos YouTube-csatornájára, bemutatva a játék témazenéjét; a Megu & Tamaki Nacuiro Butterfly (夏色バタフライ☆) című számát. 2015 februárjában felfedték a játék megjelenési dátumát, illetve tizenhárom új szereplőt és azok szinkronszínészeit. 2015. május 15-én egy nyolcperces előzetes videó került fel az internetre. A játékot a The Elder Scrolls V: Skyrim című nyitott világú akció-szerepjáték inspirálta, producere Okadzsima Nobojuki volt.

## Zene
A játék nyitófőcím dala a Megu & Tamaki Nacuiro Butterfly (夏色バタフライ☆, ’Nyári pillangó’), míg zárófőcím dala a Kioku no naka no Regert (記憶の中のリグレット, ’A megbánás emlékei’) című száma. A két dal a játékkal párhuzamosan, 2015. június 4-én jelent meg egy dupla A-oldalas kislemezen.

## Fogadtatás

### Kritikai fogadtatás
| Szerző | Értékelés |
| ------ | --------- |
| Famicú | 30/40     |

A japán Súkan Famicú írói 8, 8, 8 és 6 egyéni pontszámokat, 30/40-es összpontszámot adtak a Nacuiro High Schoolra.

### Eladások
Megjelenésének hetében a játék PlayStation 4-verziója 13 686 eladott dobozos példánnyal a harmadik, míg a PlayStation 3-változat 6 772 példánnyal a tizedik helyen nyitott a japán eladási listákon. Megjelenésének hetében a játék PlayStation 4-verziója az első helyen mutatkozott be a japán PlayStation Network digitális eladási listáján, míg a PlayStation 3-verzió a negyediken.